# Schefflera filipes
Schefflera filipes är en araliaväxtart som beskrevs av Elmer Drew Merrill. Schefflera filipes ingår i släktet Schefflera och familjen araliaväxter. Inga underarter finns listade.